# Composto heterocíclico
Um composto heterocíclico é um composto que tem um anel, do qual fazem parte pelo menos dois tipos diferentes de átomos.
Os compostos orgânicos heterocíclicos contém no seu anel um ou mais átomos diferentes do carbono. Exemplo destes átomos são oxigénio, nitrogénio ou enxofre. Excluem-se desta definição os compostos que sofrem ruptura do anel facilmente, possuindo portanto anéis instáveis, exemplos disso são os compostos epóxidos e anidridos cíclicos, cujas reacções muito se assemelham as reacções dos compostos acíclicos.
Eles podem ser também anéis aromáticos simples ou anéis não-aromáticos. Alguns exemplos são piridina (C5H5N), pirimidina (C4H4N2) e dioxano (C4H8O2).
Note que compostos como ciclopropano, um anestésico com propriedades explosivas, e cicloexano, um solvente, não são heterocíclicos, são meros cicloalcanos. O sufixo '-cíclico' implica uma estrutura em forma de anel, enquanto 'hetero' se refere a um átomo diferente do carbono, como exposto acima. 
A química dos heterocíclicos é o ramo da química que trata exclusivamente da síntese, propriedades e aplicações dos heterocíclicos essenciais para o desenvolvimento de novos medicamentos.